# Barbus arcislongae
 Barbus arcislongae és una espècie de peix cipriniforme de la família dels ciprínids.

## Morfologia
Els mascles poden assolir els 6,4 cm de longitud total.

## Distribució geogràfica
Es troba al llac Malawi (Àfrica).